# 南開諾布仁波切

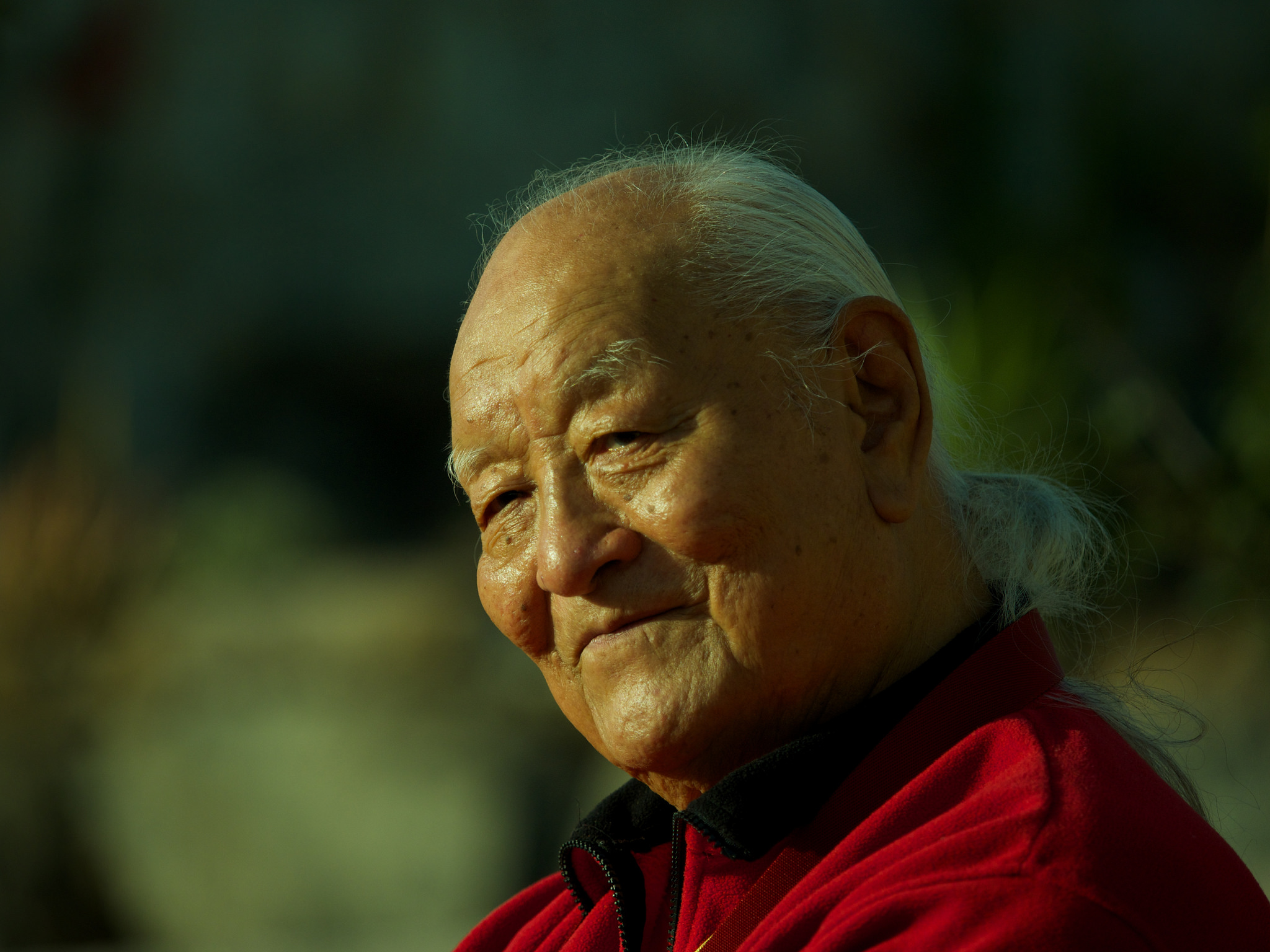
南開諾布仁波切

南開諾布仁波切（1938年12月8日－2018年9月27日）是藏傳佛教大圆满上师。
南開諾布仁波切生于德格县。 南開諾布仁波切早年在更慶寺和佐钦寺學習。  1953年，他來到成都和重庆。之後又返回德格。 20世纪50年代末，诺布前往西藏中部、印度、不丹和尼泊尔朝圣。1959年藏区骚乱發生時，他正在锡金，但他沒有返回德格，而是選擇留在留在甘托克。在此期間他结识了意大利藏学家朱塞佩·图齐。此外，在锡金期间，他还拜见了第十六世噶瑪巴·讓炯日佩多傑。
1960年，应朱塞佩·图齐邀请，他前往意大利，并于1964年至1992年在那不勒斯东方大学担任藏蒙语言文学教授。